# 前野宗氏
前野 宗氏（まえの むねうじ）は、鎌倉時代頃の武士・土豪。前野家六代目当主。通称・小兵衛。のち次郎三郎。

## 来歴
当時の尾張国の土豪・前野家の当主・前野時基の嫡男として生まれる。初め前野小兵衛を名乗った。のち次郎三郎と改めた。
前野村八屋敷内二畝二十歩に山神を祀る。南北朝の争乱の中、延元元年 / 建武3年（1336年）8月9日に享年不詳で死去する。
前野氏の系図によると宗氏は、後の関白豊臣秀次付筆頭家老前野将右衛門長康（坪内光景）や、関ヶ原の戦いで石田三成隊先鋒として戦った前野兵庫助忠康（舞兵庫）を子孫にもつ。また、『水戸黄門』に登場する介さんのモデルとなった佐々宗淳や、漫画「るろうに剣心」にも登場する新撰組の前野五郎も時綱の子孫である。

## 前野氏
前野氏は、桓武天皇の子の良岑安世を始祖とする良岑氏の系統で、良岑高成（立木田高成）の子である良岑高長（前野高長）が尾張国丹羽郡前野村（現在の愛知県江南市前野町から大口町辺り）に移り住んで前野を自称し、その曽孫である前野時綱が正式に前野を名乗ったのが始まりとされている。
武士の家系でありながら特定の城を持たず、丹羽郡稲木庄前野村の前野村八屋敷を本拠とした。屋敷内には、前野天満社や金光山蓮華寺などがあった。

## 武功夜話
武功夜話（ぶこうやわ）は、主に戦国時代から安土桃山時代頃の尾張国の土豪前野家の動向を記した家譜の一種であり、前野家文書ともいわれる。ただ、用いられている語彙の一部は現代人にも容易に理解できるものがあり、資料としての信頼性は低いという意見もある。

## 系譜
- 父：前野左兵衛尉時基
- 母：不詳
- 妻：不詳
  - 男子：前野五郎三郎宗義
  - 男子：吉田二郎義元
  - 女子
  - 女子